# Cristidorsa
Cristidorsa is een geslacht van hagedissen uit de familie agamen (Agamidae). 

## Naam en indeling
De wetenschappelijke naam van de groep werd voor het eerst voorgesteld door Leopold Fitzinger in 1861. Er zijn twee soorten, die lange tijd tot het geslacht Japalura werden gerekend. In veel literatuur wordt daarom de verouderde naamgeving weergegeven. 

## Soorten
Het geslacht omvat de volgende soorten:
| Naam                     | Auteur       | Verspreidingsgebied |
| ------------------------ | ------------ | ------------------- |
| Cristidorsa otai         | Mahony, 2009 | India               |
| Cristidorsa planidorsata | Jerdon, 1870 | India, Myanmar      |

## Verspreiding en habitat
De hagedissen komen voor in delen van Azië en leven in de landen India en Myanmar. 
Acanthocercus ·
Acanthosaura ·
Agama ·
Amphibolurus ·
Aphaniotis ·
Bronchocela ·
Bufoniceps ·
Calotes ·
Ceratophora ·
Chelosania ·
Chlamydosaurus ·
Complicitus ·
Cophotis ·
Coryphophylax ·
Cristidorsa ·
Cryptagama ·
Ctenophorus ·
Dendragama ·
Diploderma ·
Diporiphora ·
Draco ·
Gonocephalus ·
Gowidon ·
Harpesaurus ·
Hydrosaurus ·
Hypsicalotes ·
Hypsilurus ·
Intellagama ·
Japalura ·
Laudakia ·
Leiolepis ·
Lophocalotes ·
Lophognathus ·
Lophosaurus ·
Lyriocephalus ·
Malayodracon ·
Mantheyus ·
Microauris ·
Moloch ·
Monilesaurus ·
Oriocalotes ·
Otocryptis ·
Paralaudakia ·
Phoxophrys ·
Phrynocephalus ·
Physignathus ·
Pogona ·
Psammophilus ·
Pseudocalotes ·
Pseudocophotis ·
Pseudotrapelus ·
Ptyctolaemus ·
Rankinia ·
Saara ·
Salea ·
Sarada ·
Sitana ·
Stellagama ·
Thaumatorhynchus ·
Trapelus ·
Tropicagama ·
Tympanocryptis ·
Uromastyx ·
Xenagama